# Leaping Cats
Leaping Cats ist ein britisches Unternehmen im Bereich Automobile und ehemaliger Automobilhersteller.

## Unternehmensgeschichte
Craig Hinton, der zuvor zusammen mit Peter Morris Viking Cars leitete, gründete 1982 das Unternehmen in Blaby in der Grafschaft Leicestershire. John Brown leitet es. Sie begannen neben der Restaurierung alter Fahrzeuge auch mit der Produktion von Automobilen und Kits. Der Markenname lautete Leaping Cats. 1983 endete die Automobilproduktion. Insgesamt entstanden etwa 28 Exemplare.
Als Restaurierungsbetrieb ist das Unternehmen heute noch aktiv. Der Unternehmenssitz befindet sich in Bulkington bei Nuneaton in Warwickshire.

## Fahrzeuge
Ein Modell war der 380 SSR, der dem Viking 380 entsprach. Das Fahrzeug ähnelte dem S.S. 100, war aber keine direkte Nachbildung. Die Basis bildete ein selbst entwickeltes Fahrgestell mit Motor und Radaufhängung vom Jaguar XJ 6. Darauf wurde eine offene Karosserie aus Aluminium montiert. Die Kotflügel bestanden aus Fiberglas. Von diesem Modell entstanden etwa acht Exemplare.
Das andere Modell war der C-Type. Dies war die Nachbildung des Rennsportwagens Jaguar C-Type. Der Preis wird als hoch und die Qualität als sehr gut bezeichnet. Von diesem Modell entstanden bis 1983 etwa 20 Exemplare.